# Бревиг-Мишен (аэропорт)
Аэропорт Бревиг-Мишен (англ. Brevig Mission Airport), (ИАТА: KTS, ИКАО: PFKT, FAA LID: KTS) — государственный гражданский аэропорт, расположенный в поселении Бревиг-Мишен (Аляска), США.
По данным статистики Федерального управления гражданской авиации США услугами Аэропорта Бревиг-Мишен в 2007 году воспользовалось 2696 пассажиров, что на 14 % меньше аналогичного показателя за 2006 год (3153 человек).

## Операционная деятельность
Аэропорт Бревиг-Мишен занимает площадь в 139 гектар, расположен на высоте 12 метров над уровнем моря и эксплуатирует две взлётно-посадочные полосы:
- 11/29 размерами 914 x 30 метров с гравийным покрытием;
- 4/22 размерами 643 x 23 метров с гравийным покрытием.[1]